# Vacanze (Statuto)
Vacanze è un album discografico del gruppo musicale italiano Statuto, pubblicato nel 1988 dalla Toast Records.

## Il disco
È il primo album musicale (non autoprodotto) degli Statuto, ed è stato registrato e mixato in una sola settimana all'interno dello studio Minirec di Torino da Gigi Guerrieri.
Contiene 10 brani, di cui 7 inediti e 3 cover, ovvero La pelle nera, dall'omonima canzone di Nino Ferrer, Passo le mie notti, da Passo le mie notti qui da solo di Stevie Wonder, b-side del singolo Il sole è di tutti, e l'ultima traccia strumentale Batman Theme, tratta dalla sigla dell'omonima serie televisiva.

## Tracce
1. Balla
2. Finta diva
3. Vacanze
4. Debole
5. Ghetto
6. La pelle nera (cover di Nino Ferrer)
7. Ragazzo ultrà
8. Passo le mie notti (cover di Stevie Wonder)
9. Sorte
10. Batman

## Formazione
- Oscar Giammarinaro - Oskar - cantante
- Giovanni Deidda - Naska - batteria
- Ezio Bosso - Xico - basso
- Alex Loggia - Bumba - chitarra
- Davide Rossi - Junior - tastiera